# 第88回天皇杯全日本サッカー選手権大会
第88回天皇杯全日本サッカー選手権大会（だい88かい てんのうはいぜんにほんサッカーせんしゅけんたいかい）は、2008年（平成20年）9月13日から2009年（平成21年）1月1日まで開催された、天皇杯全日本サッカー選手権大会である。

## 概要
Jリーグチーム数の拡大に伴い、本戦（決勝大会）の参加チーム数が82チーム（前回から2チーム増）となった。また、本大会からスルガ銀行が特別協賛として筆頭スポンサーとなった。
2008年のJリーグがまれに見る大混戦となったため、Jリーグで上位につけている有力チームの多くがベストメンバーを積極的に出せず、次々に脱落する展開となり、準々決勝時点（ベスト8）にJ2のチームが2チーム残る形となった。

## 特典に関して
この大会から優勝チームの得るAFCチャンピオンズリーグ (ACL) の出場権が、翌々年のものから翌年のものに変わった。また、これまでは優勝チームが翌年のJリーグで優勝した場合は天皇杯の準優勝チームが繰り上がっていたが、ACLの日本の出場枠が2から4に拡大したことに伴い、その年のJリーグ3位までに入ったチームがその年の天皇杯で優勝した場合はその年のJリーグ4位チームが繰り上がる形式となった。
また富士ゼロックス・スーパーカップにおいても、今までその年にJ1リーグで優勝したチームが天皇杯で優勝した場合は天皇杯の準優勝チームが繰り上がっていたが、その年のJ1リーグ2位チームが繰り上がるように変更された。

## スケジュール
試合会場については後述の試合結果を参照のこと。
| 1回戦    | 9月13日、9月14日 | 都道府県代表チーム、大学シードチームの出場 |
| 2回戦    | 9月20日、9月21日 |                                            |
| 3回戦    | 10月12日         | J2チーム、JFLシードチームの出場            |
| 4回戦    | 11月2日、11月3日 | J1チームの出場                             |
| 5回戦    | 11月15日         |                                            |
| 準々決勝 | 12月20日         |                                            |
| 準決勝   | 12月29日         |                                            |
| 決勝     | 2009年1月1日     |                                            |

1. ↑  予備日11月5日・ヤマザキナビスコカップ決勝進出チーム（大分・清水）が対象
2. ↑  予備日11月16日・AFCチャンピオンズリーグ2008決勝に出場するJ1チーム（G大阪）の試合が対象
3. ↑  予備日11月26日・11月16日開催の4回戦（G大阪vs甲府）の勝者の試合が対象
4. ↑  予備日12月25日・FIFAクラブワールドカップ2008に出場するJ1チーム（G大阪）の試合が対象

## 出場チーム

### J1リーグ
2008年のJリーグ ディビジョン1に参加した18チーム。
- コンサドーレ札幌（27年連続28回目）
- 鹿島アントラーズ（17年連続25回目）
- 浦和レッドダイヤモンズ（43年連続44回目）
- 大宮アルディージャ（13年連続14回目）
- ジェフユナイテッド市原・千葉（22年連続44回目）
- 柏レイソル（14年連続41回目）
- FC東京（15年連続15回目）
- 東京ヴェルディ（33年連続34回目）
- 川崎フロンターレ（14年連続25回目）

- 横浜F・マリノス（30年連続31回目）
- アルビレックス新潟（13年連続17回目）
- 清水エスパルス（17年連続17回目）
- ジュビロ磐田（29年連続32回目）
- 名古屋グランパス（18年連続32回目）
- 京都サンガF.C.（15年連続26回目）
- ガンバ大阪（28年連続28回目）
- ヴィッセル神戸（18年連続22回目）
- 大分トリニータ（13年連続13回目）

### J2リーグ
2008年のJリーグ ディビジョン2に参加した15チーム。
- ベガルタ仙台（14年連続15回目）
- モンテディオ山形（13年連続17回目）
- 水戸ホーリーホック（13年連続13回目）
- ザスパ草津（6年連続6回目）
- 横浜FC（10年連続10回目）
- 湘南ベルマーレ（37年連続37回目）
- ヴァンフォーレ甲府（13年連続17回目）
- セレッソ大阪（15年連続40回目）

- FC岐阜（3年連続3回目）
- サンフレッチェ広島（37年連続57回目）
- 徳島ヴォルティス（18年連続20回目）
- 愛媛FC（10年連続10回目）
- アビスパ福岡（15年連続17回目）
- サガン鳥栖（15年連続17回目）[1]
- ロアッソ熊本（9年連続9回目）[2]

### JFL
第10回日本フットボールリーグの前期（第17節終了時）首位の1チーム。
- 栃木SC（11年連続11回目）

### 大学
第32回総理大臣杯全日本大学サッカートーナメント優勝チーム。
- 大阪体育大学（2年連続12回目）

### 都道府県代表
- 北海道 - 道都大学（5年ぶり6回目）
- 青森県 - 青森山田高校（5年ぶり2回目）
- 岩手県 - グルージャ盛岡（3年ぶり2回目）
- 宮城県 - ソニー仙台FC（3年連続11回目）
- 秋田県 - TDK SC（7年連続15回目）
- 山形県 - 山形大学（3年連続3回目）
- 福島県 - 福島ユナイテッドFC（初出場）
- 茨城県 - 流通経済大学（3年連続5回目）
- 栃木県 - 日立栃木ウーヴァSC（3年ぶり2回目）
- 群馬県 - アルテ高崎（2年ぶり7回目）
- 埼玉県 - 尚美学園大学（2年ぶり2回目）
- 千葉県 - ジェフリザーブズ（2年ぶり3回目）
- 東京都 - 国士舘大学（6年ぶり14回目）
- 神奈川県 - Y.S.C.C.（6年ぶり2回目）
- 山梨県 - 玉穂FC（初出場）
- 長野県 - 松本山雅FC（2年ぶり3回目）
- 新潟県 - 新潟経営大学（初出場）
- 富山県 - カターレ富山（初出場）[3]
- 石川県 - ツエーゲン金沢（2年連続5回目）
- 福井県 - サウルコス福井（初出場）
- 静岡県 - Honda FC（14年連続33回目）
- 愛知県 - 愛知学院大学（2年ぶり8回目）
- 三重県 - 四日市大学（2年連続3回目）
- 岐阜県 - FC岐阜SECOND（初出場）

- 滋賀県 - SAGAWA SHIGA FC（2年連続2回目）
- 京都府 - 佐川印刷SC（2年連続5回目）
- 大阪府 - 阪南大学（4年ぶり10回目）
- 兵庫県 - バンディオンセ加古川（5年連続6回目）[4]
- 奈良県 - 奈良産業大学（7年ぶり4回目）
- 和歌山県 - 海南FC（7年ぶり2回目）
- 鳥取県 - ガイナーレ鳥取（9年連続11回目）
- 島根県 - デッツォーラ島根（5年連続5回目）
- 岡山県 - ファジアーノ岡山（初出場）
- 広島県 - 福山大学（7年ぶり3回目）
- 山口県 - 日立笠戸（初出場）
- 香川県 - カマタマーレ讃岐（4年連続10回目）
- 徳島県 - 徳島ヴォルティス・セカンド（3年連続3回目）
- 愛媛県 - 愛媛大学（初出場）
- 高知県 - 高知大学（6年連続13回目）
- 福岡県 - ニューウェーブ北九州（初出場）[5]
- 佐賀県 - 九州INAX（3年ぶり5回目）
- 長崎県 - 三菱重工長崎（3年ぶり6回目）
- 熊本県 - 大津高校（10年ぶり2回目）
- 大分県 - 日本文理大学（5年ぶり4回目）
- 宮崎県 - ホンダロック（2年連続7回目）
- 鹿児島県 - ヴォルカ鹿児島（5年ぶり5回目）
- 沖縄県 - 沖縄かりゆしFC（2年連続5回目）

注釈
1. ↑  鳥栖フューチャーズ（5回出場）の出場回数を含む。
2. ↑  アルエット熊本（5回出場）の出場回数を含む。
3. ↑  アローズ北陸（10回出場）とYKK AP（11回出場）がチーム統合
4. ↑  兵庫教員蹴球団（2回出場）の出場回数を含まない。
5. ↑  但し前身の三菱化成黒崎は第65、68〜70回の計4回出場

## 試合結果

### 1回戦
| 【1】 2008年9月14日 | 佐川印刷SC                                                                                          | 7 - 1          | 愛知学院大学  | 京都府立山城総合運動公園太陽が丘陸上競技場 |  |
| 13:00               | 大坪博和 26分 · 金井龍生 51分 · 遊佐仁 54分 · 大槻紘士 56分 · 猪狩佑貴 66分 · 奈良崎千喜 83分, 89分 | 公式記録 (PDF) | 山下洸一 12分 |                                            |  |

| 【2】 2008年9月14日 | 海南FC | 0 - 2          | 愛媛大学                   | 和歌山県紀三井寺公園陸上競技場 |  |
| 13:00               |        | 公式記録 (PDF) | 八板謙 9分 · 幸家洋人 16分 |                                |  |

| 【3】 2008年9月14日 | FC岐阜SECOND | 0 - 1          | 阪南大学      | 岐阜メモリアルセンター長良川球技メドウ |  |
| 13:00               |              | 公式記録 (PDF) | 木原正和 76分 |                                        |  |

| 【4】 2008年9月13日 | 四日市大学    | 1 - 3          | Honda FC                  | 三重県鈴鹿スポーツガーデン |  |
| 13:00               | 金城友弥 15分 | 公式記録 (PDF) | 早坂良太 38分, 67分, 76分 |                            |  |

| 【5】 2008年9月13日 | サウルコス福井                | 2 - 1 (延長)   | 奈良産業大学  | テクノポート福井スタジアム |  |
| 17:00               | 野村雄宇 29分 · 猪島一哲 95分 | 公式記録 (PDF) | 染矢一樹 71分 |                            |  |

| 【6】 2008年9月14日 | 新潟経営大学 | 1 - 5          | 松本山雅FC                                              | グリーンスタジアムしばた |  |
| 13:00               | 林慶之 54分  | 公式記録 (PDF) | 柿本倫明 48分, 53分, 83分 · 竹内優 71分 · 高沢尚利 86分 |                          |  |

| 【7】 2008年9月13日 | ファジアーノ岡山                                                              | 6 - 0          | 日立笠戸 | 桃太郎スタジアム |  |
| 13:00               | 鴨川奨 1分, 59分, 62分 · 武田英明 5分 · キム・グァンミン 42分 · 玉林睦実 71分 | 公式記録 (PDF) |          |                  |  |

| 【8】 2008年9月14日 | 福山大学 | 0 - 3          | ヴォルカ鹿児島                    | 福山市竹ヶ端運動公園陸上競技場 |  |
| 13:00               |          | 公式記録 (PDF) | 辻勇人 14分, 38分 · 山田裕也 50分 |                                |  |

| 【9】 2008年9月13日 | バンディオンセ加古川 | 0 - 1          | カターレ富山  | 三木総合防災公園陸上競技場 |  |
| 13:00               |                      | 公式記録 (PDF) | 石田英之 27分 |                            |  |

| 【10】 2008年9月13日 | ツエーゲン金沢                             | 4 - 3 (延長)   | SAGAWA SHIGA FC                   | 石川県西部緑地公園陸上競技場 |  |
| 19:00                | 永井健太 53分 · 木村龍朗 65分, 75分, 119分 | 公式記録 (PDF) | 中村元 24分, 30分 · 竹谷英之 78分 |                              |  |

| 【11】 2008年9月14日 | 流通経済大学                              | 4 - 2          | Y.S.C.C                       | 日立市民運動公園陸上競技場 |  |
| 13:00                | 武藤雄樹 37分, 44分, 56分 · 宮崎智彦 84分 | 公式記録 (PDF) | 金子洋介 15分 · 福井和基 71分 |                            |  |

| 【12】 2008年9月14日 | 玉穂FC | 0 - 10         | ソニー仙台FC | 韮崎中央公園陸上競技場 |  |
| 13:00                |        | 公式記録 (PDF) | 3分 (o.g.) · 本多進司 31分, 35分, 41分 · 高野和隆 38分, 56分 · 大久保剛志 46分, 89分 · 瀬田貴仁 57分 · 大瀧義史 69分 |                        |  |

| 【13】 2008年9月13日 | 道都大学                                            | 4 - 1          | 尚美学園大学 | 札幌市厚別公園競技場 |  |
| 13:00                | 高橋良信 20分 · 浅井達郎 21分 · 松永康司 29分, 65分 | 公式記録 (PDF) | 広瀬祐太 7分 |                      |  |

| 【14】 2008年9月14日 | 福島ユナイテッドFC | 1 - 4          | 国士舘大学                              | Jヴィレッジスタジアム |  |
| 13:00                | 時崎悠 77分        | 公式記録 (PDF) | 柏好文 57分 · 武岡優斗 64分, 71分, 84分 |                       |  |

| 【15】 2008年9月14日 | 九州INAX      | 1 - 3          | 沖縄かりゆしFC                      | 佐賀県総合運動場陸上競技場 |  |
| 13:00                | 池田憲彦 16分 | 公式記録 (PDF) | 浅見和正 14分, 37分 · 小寺一夫 18分 |                            |  |

| 【16】 2008年9月14日 | 大津高校                  | 2 - 1          | 日本文理大学  | KKWING |  |
| 13:00                | 藤本大 81分 · 岩崎司 84分 | 公式記録 (PDF) | 斉藤誠治 89分 |        |  |

| 【17】 2008年9月14日 | 三菱重工長崎                        | 3 - 0          | デッツォーラ島根 | 長崎県立総合運動公園陸上競技場 |  |
| 14:00                | 平田翔太 31分, 40分 · 島袋信介 76分 | 公式記録 (PDF) |                  |                                |  |

| 【18】 2008年9月14日              | ニューウェーブ北九州 | 1 - 1 (4 - 2 PK戦)                | ホンダロック  | レベルファイブスタジアム |  |
| 13:00                             | アラン 86分          | 公式記録 (PDF)                    | 前田悠佑 51分 |                          |  |
|                                   |                      | PK戦                              |               |                          |  |
| 宮川大輔 藤吉信次 佐野裕哉 アラン |                      | 南光太 前田悠佑 谷口研二 倉石圭二 |               |                          |  |

| 【19】 2008年9月13日 | 徳島ヴォルティス・セカンド | 2 - 1          | 高知大学       | 徳島市球技場 |  |
| 13:00                | 坂井優介 18分, 26分        | 公式記録 (PDF) | 出井正太郎 7分 |              |  |

| 【20】 2008年9月13日 | カマタマーレ讃岐 | 1 - 0          | ガイナーレ鳥取 | 香川県営サッカー・ラグビー場 |  |
| 13:00                | 森田栄治 15分    | 公式記録 (PDF) |                |                              |  |

| 【21】 2008年9月14日 | 日立栃木ウーヴァSC            | 2 - 0          | 青森山田高校 | 栃木県グリーンスタジアム |  |
| 13:00                | 舘澤統吾 44分 · 前田和也 65分 | 公式記録 (PDF) |              |                          |  |

| 【22】 2008年9月14日 | アルテ高崎 | 0 - 2          | ジェフリザーブズ    | 群馬県立敷島公園サッカー・ラグビー場 |  |
| 13:00                |            | 公式記録 (PDF) | 熊谷智哉 51分, 71分 |                                      |  |

| 【23】 2008年9月13日 | TDK SC                        | 2 - 3 (延長)   | 大阪体育大学                      | 秋田市八橋運動公園陸上競技場 |  |
| 13:00                | 成田卓也 63分 · 池田昌広 79分 | 公式記録 (PDF) | 森俊章 23分, 33分 · 川西翔太 92分 |                              |  |

| 【24】 2008年9月14日 | グルージャ盛岡                                                      | 5 - 1          | 山形大学      | 盛岡南公園球技場 |  |
| 13:00                | 松田賢太 29分 · 加藤浩史 32分, 46分 · 上山愛史 82分 · 石川泰樹 87分 | 公式記録 (PDF) | 石橋佳幸 72分 |                  |  |

### 2回戦
| 【25】 2008年9月21日 | 佐川印刷SC                                                                     | 5 - 1          | 愛媛大学    | 京都府立山城総合運動公園太陽が丘陸上競技場 |  |
| 13:00                | 大坪博和 9分 · 町中大輔 39分 · 吉木健一 83分 · 足立高俊 85分 · 奈良崎千喜 89分 | 公式記録 (PDF) | 八坂謙 87分 |                                            |  |

| 【26】 2008年9月21日 | 阪南大学 | 0 - 4          | Honda FC                                                       | 名古屋市港サッカー場 |  |
| 13:00                |          | 公式記録 (PDF) | 早坂良太 5分 · 鈴木弘大 35分 · 柴田潤一郎 52分 · 川島大樹 71分 |                      |  |

| 【27】 2008年9月20日 | サウルコス福井 | 0 - 4          | 松本山雅FC                                      | テクノポート福井スタジアム |  |
| 13:00                |                | 公式記録 (PDF) | 竹内優 52分, 89分 · 大西康平 63分 · 阿部孝 87分 |                            |  |

| 【28】 2008年9月20日 | ファジアーノ岡山             | 2 - 0          | ヴォルカ鹿児島 | 桃太郎スタジアム |  |
| 13:00                | 武田英明 3分 · 木村允彦 11分 | 公式記録 (PDF) |                |                  |  |

| 【29】 2008年9月21日 | カターレ富山  | 1 - 2          | ツエーゲン金沢     | 加古川運動公園陸上競技場 |  |
| 13:00                | 長谷川満 82分 | 公式記録 (PDF) | 永井健太 8分, 61分 |                          |  |

| 【30】 2008年9月20日 | 流通経済大学                    | 2 - 3 (延長)   | ソニー仙台FC                                   | 笠松運動公園陸上競技場 |  |
| 13:00                | 宇賀神友弥 61分 · 船山貴之 89分 | 公式記録 (PDF) | 高野和隆 18分 · 本多進司 46分 · 麻生耕平 103分 |                        |  |

| 【31】 2008年9月21日 | 道都大学      | 1 - 6          | 国士舘大学                                                                             | 札幌厚別公園競技場 |  |
| 13:00                | 鈴木弘章 75分 | 公式記録 (PDF) | 柏好文 2分 · 佐藤由将 69分 · 半田武嗣 72分 · 伊東俊 78分 · 吉野峻光 79分 · 高橋大 89分 |                    |  |

| 【32】 2008年9月21日 | 沖縄かりゆしFC      | 2 - 1          | 大津高校      | ベストアメニティスタジアム |  |
| 13:00                | 斎藤将基 27分, 89分 | 公式記録 (PDF) | 谷口彰悟 79分 |                            |  |

| 【33】 2008年9月20日 | 三菱重工長崎 | 0 - 1          | ニューウェーブ北九州 | 長崎県立総合運動公園陸上競技場 |  |
| 13:00                |              | 公式記録 (PDF) | 宮川大輔 83分        |                                |  |

| 【34】 2008年9月20日 | 徳島ヴォルティス・セカンド    | 2 - 1          | カマタマーレ讃岐 | 徳島市球技場 |  |
| 13:00                | 市川固己 18分 · 村上淳一 31分 | 公式記録 (PDF) | 脇坂仁智 74分    |              |  |

| 【35】 2008年9月21日 | 日立栃木ウーヴァSC          | 2 - 1          | ジェフリザーブズ | 栃木市総合運動公園陸上競技場 |  |
| 13:00                | 石川大 50分 · 三輪宏真 68分 | 公式記録 (PDF) | 宇野勇気 89分    |                              |  |

| 【36】 2008年9月20日 | 大阪体育大学                        | 3 - 0          | グルージャ盛岡 | 秋田市八橋運動公園陸上競技場 |  |
| 13:00                | 川西翔太 36分, 71分 · 村田和哉 89分 | 公式記録 (PDF) |                |                              |  |

### 3回戦
| 【37】 2008年10月12日 | 佐川印刷SC      | 1 - 2          | 愛媛FC                      | ニンジニアスタジアム |  |
| 13:00                 | 平井晋太郎 37分 | 公式記録 (PDF) | 内村圭宏 42分 · 大木勉 64分 |                      |  |

| 【38】 2008年10月12日 | サガン鳥栖                                         | 4 - 0          | Honda FC | 佐賀県総合運動場陸上競技場 |  |
| 13:00                 | 内間安路 2分 · 廣瀬浩二 57分, 67分 · 船谷圭祐 82分 | 公式記録 (PDF) |          |                            |  |

| 【39】 2008年10月12日                             | 湘南ベルマーレ | 1 - 1 (4 - 5 PK戦)                                      | 松本山雅FC    | 平塚競技場 |  |
| 19:00                                             | 原竜太 23分    | 公式記録 (PDF)                                          | 柿本倫明 26分 |            |  |
|                                                   |                | PK戦                                                    |               |            |  |
| 阿部吉朗 坂本紘司 ナザ 臼井幸平 斉藤俊秀 石原直樹 |                | 柿本倫明 大西康平 川田和宏 阿部琢久哉 矢畑智裕 小澤修一 |               |            |  |

| 【40】 2008年10月12日 | ヴァンフォーレ甲府 | 1 - 0          | ファジアーノ岡山 | 山梨県小瀬スポーツ公園陸上競技場 |  |
| 13:00                 | 大西容平 44分      | 公式記録 (PDF) |                  |                                  |  |

| 【41】 2008年10月12日                      | 栃木SC        | 1 - 1 (5 - 3 PK戦)                | ロアッソ熊本    | 栃木県グリーンスタジアム |  |
| 13:00                                      | 岡田佑樹 81分 | 公式記録 (PDF)                    | 小森田友明 54分 |                          |  |
|                                            |               | PK戦                              |                 |                          |  |
| 佐藤悠介 横山聡 松田正俊 岡田佑樹 落合正幸 |               | 高橋泰 福王忠世 小林陽介 山本翔平 |                 |                          |  |

| 【42】 2008年10月12日 | ツエーゲン金沢 | 0 - 1          | FC岐阜        | 富山県総合運動公園陸上競技場 |  |
| 13:00                 |                | 公式記録 (PDF) | 相川進也 83分 |                              |  |

| 【43】 2008年10月12日 | セレッソ大阪  | 1 - 0          | ソニー仙台 | 長居スタジアム |  |
| 13:00                 | ジウトン 65分 | 公式記録 (PDF) |            |                |  |

| 【44】 2008年10月12日 | 徳島ヴォルティス | 0 - 1 (延長)   | 国士舘大学     | 鳴門・大塚スポーツパークポカリスエットスタジアム |  |
| 13:00                 |                  | 公式記録 (PDF) | 松本祐樹 118分 |                                                  |  |

| 【45】 2008年10月12日 | 横浜FC                        | 2 - 1          | 沖縄かりゆしFC | ニッパツ三ツ沢球技場 |  |
| 13:00                 | 池元友樹 41分 · 八角剛史 89分 | 公式記録 (PDF) | 斎藤将基 37分  |                      |  |

| 【46】 2008年10月12日 | ベガルタ仙台                    | 2 - 0          | ニューウェーブ北九州 | ユアテックスタジアム仙台 |  |
| 13:00                 | 中島裕希 20分 · 田ノ上信也 89分 | 公式記録 (PDF) |                      |                          |  |

| 【47】 2008年10月12日 | ザスパ草津                  | 2 - 0          | 徳島ヴォルティス・セカンド | 群馬県立敷島公園サッカー・ラグビー場 |  |
| 13:00                 | 後藤涼 48分 · 高田保則 66分 | 公式記録 (PDF) |                            |                                      |  |

| 【48】 2008年10月12日 | アビスパ福岡 | 0 - 1 (延長)   | 水戸ホーリーホック | レベルファイブスタジアム |  |
| 13:00                 |              | 公式記録 (PDF) | 村松潤 114分       |                          |  |

| 【49】 2008年10月12日 | モンテディオ山形                                     | 4 - 1 (延長)   | 日立栃木ウーヴァSC | NDソフトスタジアム山形 |  |
| 13:00                 | 坂井将吾 37分 · 豊田陽平 93分, 111分 · 宮崎光平 97分 | 公式記録 (PDF) | 舘澤統吾 54分      |                        |  |

| 【50】 2008年10月12日 | 大阪体育大学 | 0 - 6          | サンフレッチェ広島                                                                  | 秋田市八橋運動公園陸上競技場 |  |
| 13:00                 |              | 公式記録 (PDF) | 槙野智章 15分 · 服部公太 30分, 75分 · 森脇良太 60分 · 髙柳一誠 86分 · 久保竜彦 87分 |                              |  |

### 4回戦
| 【51】 2008年11月3日 | 浦和レッズ  | 1 - 0 (延長)   | 愛媛FC | さいたま市駒場スタジアム |  |
| 13:00                | ポンテ 96分 | 公式記録 (PDF) |        |                          |  |

| 【52】 2008年11月2日 | 横浜F・マリノス | 1 - 0          | コンサドーレ札幌 | ニッパツ三ツ沢球技場 |  |
| 13:00                | 兵藤慎剛 70分   | 公式記録 (PDF) |                  |                      |  |

| 【53】 2008年11月5日 | 大分トリニータ | 0 - 2          | サガン鳥栖          | 九州石油ドーム |  |
| 19:00                |                | 公式記録 (PDF) | 廣瀬浩二 28分, 52分 |                |  |

| 【54】 2008年11月2日 | 松本山雅FC | 0 - 8          | ヴィッセル神戸                                                                                      | ホームズスタジアム神戸 |  |
| 13:00                |            | 公式記録 (PDF) | 吉田孝行 13分 · 田中英雄 29分 · レアンドロ 50分, 84分 · 栗原圭介 63分, 73分, 75分 · 大久保嘉人 65分 |                        |  |

| 【55】 2008年11月16日 | ガンバ大阪                     | 2 - 1 (延長)   | ヴァンフォーレ甲府 | 万博記念競技場 |  |
| 13:00                 | 山口智 80分 · 佐々木勇人 104分 | 公式記録 (PDF) | マラニョン 1分     |                |  |

| 【56】 2008年11月2日 | ジュビロ磐田                                  | 3 - 1          | 栃木SC        | ヤマハスタジアム |  |
| 13:00                | 河村崇大 43分 · 中山雅史 69分 · 太田吉彰 72分 | 公式記録 (PDF) | 佐藤悠介 66分 |                  |  |

| 【57】 2008年11月2日 | 名古屋グランパス | 1 - 0          | FC岐阜 | 豊田スタジアム |  |
| 13:00                | 吉田麻也 89分    | 公式記録 (PDF) |        |                |  |

| 【58】 2008年11月2日 | 大宮アルディージャ | 1 - 0          | セレッソ大阪 | NACK5スタジアム大宮 |  |
| 13:00                | ラフリッチ 61分    | 公式記録 (PDF) |              |                     |  |

| 【59】 2008年11月2日             | 鹿島アントラーズ                    | 2 - 2 (3 - 0 PK戦)       | 国士舘大学                  | 茨城県立カシマサッカースタジアム |  |
| 13:00                            | ダニーロ 43分 · マルキーニョス 74分 | 公式記録 (PDF)           | 高橋大 39分 · 天野恒太 59分 |                                  |  |
|                                  |                                     | PK戦                     |                             |                                  |  |
| マルキーニョス 野沢拓也 ダニーロ |                                     | 武岡優斗 柏好文 吉野峻光 |                             |                                  |  |

| 【60】 2008年11月5日 | 清水エスパルス | 1 - 0          | ジェフユナイテッド市原・千葉 | 日本平スタジアム |  |
| 19:00                | 岡崎慎司 89分  | 公式記録 (PDF) |                              |                  |  |

| 【61】 2008年11月2日 | アルビレックス新潟                | 2 - 0          | 横浜FC | 東北電力ビッグスワンスタジアム |  |
| 13:00                | アレッサンドロ 18分 · 内田潤 20分 | 公式記録 (PDF) |        |                                |  |

| 【62】 2008年11月3日 | FC東京              | 2 - 1          | ベガルタ仙台  | 味の素スタジアム |  |
| 13:00                | 平山相太 19分, 89分 | 公式記録 (PDF) | 中原貴之 72分 |                  |  |

| 【63】 2008年11月2日 | 柏レイソル  | 1 - 0          | ザスパ草津 | 柏の葉公園総合競技場 |  |
| 13:00                | 菅沼実 83分 | 公式記録 (PDF) |            |                      |  |

| 【64】 2008年11月2日 | 水戸ホーリーホック | 0 - 3          | 京都サンガF.C.                            | 西京極競技場 |  |
| 13:00                |                    | 公式記録 (PDF) | 安藤淳 11分 · 西野泰正 46分 · 林丈統 47分 |              |  |

| 【65】 2008年11月3日 | 川崎フロンターレ                                                  | 3 - 1          | モンテディオ山形 | 等々力陸上競技場 |  |
| 13:00                | 谷口博之 19分 · ヴィトール・ジュニオール 43分 · レナチーニョ 56分 | 公式記録 (PDF) | 石井秀典 9分     |                  |  |

| 【66】 2008年11月2日 | 東京ヴェルディ | 0 - 1          | サンフレッチェ広島 | 西が丘サッカー場 |  |
| 13:00                |                | 公式記録 (PDF) | 髙柳一誠 89分      |                  |  |

### 5回戦
| 【67】 2008年11月15日                                 | 浦和レッズ                                | 2 - 2 (5 - 6 PK戦)                                    | 横浜F・マリノス              | 香川県立丸亀競技場              |  |
| 13:00                                                 | エスクデロ・セルヒオ 43分 · 堀之内聖 47分 | 公式記録 (PDF)                                        | 狩野健太 5分 · 田中隼磨 20分 | 観客数: 10,303人 主審: 扇谷健司 |  |
|                                                       |                                           | PK戦                                                  |                              |                                 |  |
| ポンテ 永井雄一郎 梅崎司 平川忠亮 西澤代志也 鈴木啓太 |                                           | 狩野健太 兵藤慎剛 小椋祥平 田中裕介 田中隼磨 栗原勇蔵 |                              |                                 |  |

| 【68】 2008年11月15日 | サガン鳥栖                                              | 5 - 2          | ヴィッセル神戸              | ホームズスタジアム神戸         |  |
| 13:04                 | 藤田祥史 1分, 57分 · 高橋義希 9分 · 廣瀬浩二 36分, 52分 | 公式記録 (PDF) | 河本裕之 46分 · 朴康造 80分 | 観客数: 2,856人 主審: 奥谷彰男 |  |

| 【69】 2008年11月26日 | ガンバ大阪                                    | 3 - 1          | ジュビロ磐田 | ヤマハスタジアム               |  |
| 19:04                 | 佐々木勇人 15分 · 山口智 55分 · 山崎雅人 74分 | 公式記録 (PDF) | 西紀寛 1分   | 観客数: 2,648人 主審: 村上伸次 |  |

| 【70】 2008年11月15日 | 名古屋グランパス   | 2 - 1          | 大宮アルディージャ | NACK5スタジアム大宮            |  |
| 13:00                 | ヨンセン 2分, 34分 | 公式記録 (PDF) | 内田智也 25分      | 観客数: 4,371人 主審: 佐藤隆治 |  |

| 【71】 2008年11月15日 | 鹿島アントラーズ                                         | 3 - 4 (延長)   | 清水エスパルス                                                | 茨城県立カシマサッカースタジアム |  |
| 13:00                 | 増田誓志 27分 · マルキーニョス 50分 · マルシーニョ 114分 | 公式記録 (PDF) | 兵働昭弘 17分 · 山本真希 80分 · 枝村匠馬 104分 · 原一樹 119分 | 観客数: 5,158人 主審: 松尾一     |  |

| 【72】 2008年11月15日 | アルビレックス新潟                         | 2 - 3          | FC東京                                          | とりぎんバードスタジアム       |  |
| 13:00                 | マルシオ・リシャルデス 6分 · 千葉和彦 21分 | 公式記録 (PDF) | エメルソン 31分 · 赤嶺真吾 53分 · 梶山陽平 62分 | 観客数: 3,211人 主審: 鍋島將起 |  |

| 【73】 2008年11月15日 | 柏レイソル | 1 - 0          | 京都サンガF.C. | 富山県総合運動公園陸上競技場   |  |
| 13:00                 | ポポ 63分  | 公式記録 (PDF) |                | 観客数: 5,023人 主審: 岡田正義 |  |

| 【74】 2008年11月15日 | 川崎フロンターレ | 0 - 2          | サンフレッチェ広島            | 長崎県立総合運動公園陸上競技場 |  |
| 13:04                 |                  | 公式記録 (PDF) | 青山敏弘 34分 · 森崎浩司 57分 | 観客数: 4,858人 主審: 松村和彦 |  |

### 準々決勝
| 【75】 2008年12月20日 | サガン鳥栖    | 1 - 3          | 横浜F・マリノス                               | ベストアメニティスタジアム   |  |
| 13:03                 | 廣瀬浩二 23分 | 公式記録 (PDF) | 中澤佑二 26分 · 栗原勇蔵 44分 · 狩野健太 89分 | 観客数: 9,656人 主審: 松尾一 |  |

| 【76】 2008年12月25日 | ガンバ大阪                    | 2 - 1          | 名古屋グランパス | 神戸総合運動公園ユニバー記念競技場 |  |
| 19:05                 | ルーカス 13分 · 中澤聡太 22分 | 公式記録 (PDF) | 杉本恵太 70分    | 観客数: 4,955人 主審: 吉田寿光     |  |

| 【77】 2008年12月20日 | 清水エスパルス | 1 - 2          | FC東京              | ユアテックスタジアム仙台       |  |
| 13:04                 | 高木和道 24分  | 公式記録 (PDF) | 赤嶺真吾 49分, 50分 | 観客数: 8,051人 主審: 高山啓義 |  |

| 【78】 2008年12月20日 | 柏レイソル                                 | 3 - 2 (延長)   | サンフレッチェ広島 | 岡山県陸上競技場桃太郎スタジアム |  |
| 15:04                 | 古賀正紘 3分 · 菅沼実 13分 · フランサ 99分 | 公式記録 (PDF) | 佐藤寿人 6分, 26分 | 観客数: 8,531人 主審: 家本政明   |  |

### 準決勝
| 【79】 2008年12月29日 | 横浜F・マリノス | 0 - 1 (延長)   | ガンバ大阪     | 国立霞ヶ丘競技場陸上競技場      |  |
| 15:05                 |                 | 公式記録 (PDF) | 山崎雅人 117分 | 観客数: 19,843人 主審: 松村和彦 |  |

| 【80】 2008年12月29日 | FC東京        | 1 - 2          | 柏レイソル                  | エコパスタジアム                |  |
| 13:06                 | 鈴木達也 31分 | 公式記録 (PDF) | フランサ 68分 · 李忠成 88分 | 観客数: 12,458人 主審: 扇谷健司 |  |

### 決勝
2009年元旦の決勝に勝ち残ったのは、準決勝で横浜F・マリノスを延長で下したガンバ大阪と、準決勝でFC東京に終了間際のゴールで逆転勝ちした柏レイソルの2チームであった。
どちらが勝ってもJリーグ発足後初の天皇杯制覇となる決勝の戦いは、前半は柏の、後半はG大阪のペースになりながらどちらも決定力を欠き、試合は0-0のまま第81回大会以来の延長戦に突入することとなった。後半も一進一退の攻防を繰り広げるもどちらも得点を挙げることが出来ず、18年振りのPK戦決着が頭をよぎる中、延長後半11分にFWルーカス - MF遠藤保仁 - MF倉田秋とつながったパスを受けた延長後半から出場のFW播戸竜二がミドルシュート。相手ディフェンダーがはじいたところを播戸が自ら押し込んで貴重な決勝点を挙げ、G大阪が前身の松下電器時代以来、18年ぶり2度目となる優勝を果たした。
G大阪はこの年、Jリーグ公式戦（リーグ戦・ナビスコカップ）に加え、AFCチャンピオンズリーグ2008優勝とFIFAクラブワールドカップ2008への出場もあってJリーグクラブでは一番の過密日程になった。この影響もあって、国内ではリーグ8位に終わり無冠が危ぶまれたが、天皇杯制覇によりAFCチャンピオンズリーグ2009への出場権を獲得、ACL連覇の夢をつないだ。一方、柏は前身の日立製作所時代以来33年振りとなる天皇杯制覇の夢は叶わなかった。
| 【81】 2009年1月1日 | ガンバ大阪     | 1 - 0 (延長)   | 柏レイソル | 国立霞ヶ丘陸上競技場            |  |
| 14:02               | 播戸竜二 116分 | 公式記録 (PDF) |            | 観客数: 44,066人 主審: 西村雄一 |  |